# Dyrehavegård (Kolding)
Dyrehavegård var en gård nær Kolding; i dag er den nedlagt og dens jorde er en del af Kolding by.
I år 1766 solgte staten den dyrehave, som var tilknyttet Koldinghus til Fredericias borgmester, kammerråd Richter, og Dyrehavegård (i begyndelsen kaldet Christineberggaard) blev oprettet som avlsgård for området.
C.E. Secher skrev i 1867 bl.a.:
| Citat | Gaarden udmærker sig ved sin yndige Beliggenhed. Mod Syd skraane Haven og Skoven ned imod Byen og Fjorden, mod Øst begrændses Gaardens Omraade af Skovmøllen med den dejlige Mølledam, der har sit Tilløb især fra den ved Dyrehave-Fællesskoven imellem høje, skovgroede Bakker udspringende Hellig-Kilde, hvis jærnholdige Vand i sin Tid ansaas for et kraftigt Lægemiddel; endnu den Dag drager St. Hans Aften en Mængde Mennesker til Kilden for ved tændte Baal at nyde Vandet, dog sjælden ublandet saaledes som i gamle Dage. Dyrehavegaard ligger i Kolding Landsogn og ikkun en halv Fjerdingvej fra Byen. | Citat |
|       | |       |

På daværende tidspunkt havde gården 240 tønder land jord, hvoraf de 38 tønder land var skov.
Gården er siden blevet nedlagt og dens jorde er bl.a. brugt til byparken og sygehuset. Hvor bygningerne lå, ligger i dag hotel Comwell.
Dyrehavegårds enge blev i 1930 lavet om til Kolding bypark som et arbejdsløshedsprojekt. Byparken kom senere til at hedde Kolding legepark.

Kilde:
C.E. Sechers artikel i Danske Kirker, Slotte, Herregaarde og Mindesmærker, 1867, se WikiSource